# زیرا نوان
زیرا نوان (به انگلیسی: Zira Nawan) یک روستا در پاکستان است که در پنجاب واقع شده‌است. زیرا نوان ۱۶۶ متر بالاتر از سطح دریا واقع شده‌است.